# Salah Al-Yahyaei
Salah Said Salim Al-Yahyaei (arab. صلاح سعيد سالم اليحيائي; ur. 4 stycznia 1994) – omański piłkarz grający na pozycji pomocnika. Od 2018 jest zawodnikiem klubu Dhofar Salala.

## Kariera piłkarska
Swoją karierę piłkarską Al-Yahyaei rozpoczął w klubie Al-Seeb Club, w którym w 2015 roku zadebiutował w drugiej lidze omańskiej. W sezonie 2016/2017 grał w Fanja SC, a w sezonie 2017/2018 ponownie w Al-Seeb. W 2018 przeszedł do klubu Dhofar Salala.

## Kariera reprezentacyjna
W reprezentacji Omanu Al-Yahyaei zadebiutował 31 sierpnia 2016 w przegranym 0:4 towarzyskim meczu z Irlandią. W 2019 roku został powołany do kadry na Puchar Azji.